# Web agency
Web agency è un termine nato per identificare aziende con una conoscenza approfondita di tutto ciò che riguarda il web: dal design, programmazione e promozione dei siti web alla progettazione e realizzazione di complesse applicazioni web.
La Web agency offre servizi che riguardano: la scelta e l'acquisto di un dominio lo spazio su server (hosting), la realizzazione di pagine web ed il loro aggiornamento, la realizzazione di siti web statici o dinamici, la promozione dei siti web su Internet e il posizionamento degli stessi sui motori di ricerca più importanti. 
Con la realizzazione e lo sviluppo di siti web, e-commerce o piattaforme custom e una strategia integrata di web marketing, una web agency ha tutte le risorse interne necessarie per risolvere un problema di business ai propri clienti sia che l'obiettivo sia una maggiore visibilità, un miglioramento dell'immagine dell'azienda o un incremento delle conversioni finalizzate alle vendite. 
La Web agency cura la gestione di un progetto web organizzando il gruppo di lavoro più adeguato all'esigenza attingendo a risorse interne o esterne all'azienda.
Una Web agency può essere composta internamente da varie figure che vanno dal web developer, al SEO, al social media manager.

## Figure professionali che operano all'interno di una web agency
Il project manager o web manager è il capo progetto, garantisce l'assolvimento del contratto, coordina le risorse allocate al progetto, interfaccia il committente e la direzione della società titolare del progetto; tipicamente il capo progetto è un consulente.
Il web designer secondo la definizione accademica è il progettista, colui che progetta il sito nel suo complesso, indicando la struttura generale, definendo l'idea e il layout, animazione, grafica e l'albero principale di navigazione. Normalmente occupa la posizione di capo progetto quando non è presente questa figura, interfacciandosi con il cliente e coordinando il gruppo di lavoro.
Il programmatore traduce le specifiche del web designer preparando le pagine modello “template” per le diverse parti del sito che integra con appositi script, codifica le parti dinamiche per l'interazione con l'utente e la base dati “database”.
Il web architect è presente in grossi team per la produzione di sofisticate web application, il suo compito è collaborare con il web designer nelle fasi progettuali. In particolare si occupa di definire in dettaglio l'architettura sistemistica dell'intera struttura.
Il grafico è colui che, su specifiche date dal designer o, propone il layout delle pagine e la grafica. Il ruolo del grafico è trasmettere al visitatore, attraverso le immagini, le emozioni oggetto della comunicazione. È compito del grafico realizzare i bottoni, le icone e, molte volte, le animazioni.
L'editore di contenuti trasforma gli appunti forniti da chi conosce la materia specifica, in testo scritto nel linguaggio di chi si presume sarà il visitatore e nella forma che l'azienda ritiene necessaria per la tipologia di sito.
Il webmaster è il gestore del sito, ha la responsabilità di coordinare le eventuali attività di revisione, prendendovi eventualmente parte, curare l'aggiornamento delle informazioni. Spesso opera come consulente esterno per più imprese contemporaneamente.
Il localizzatore è la persona specializzata nel trasformare un sito destinato per un mercato in uno rivolto ad un mercato differente tenendo conto delle diversità culturali: i diversi schemi mentali e il differente simbolismo dei diversi paesi, la terminologia utilizzata per le ricerche sui motori e vari altri aspetti.
Il social media manager si occupa di generare visibilità su social media e comunità virtuali, gestire rapporti online (PR 2.0), ottimizzare le pagine web per i social media. Il suo compito è quello di creare conversazione con utenti/consumatori ed instaurare l’affinità.
Il Seo specialist è la figura che si occupa della Search Engine Optimization, ossia dell'ottimizzazione dei siti web per i motori di ricerca affinché ricevano traffico organico da essi. Il Seo Specialist si occupa dell'ottimizzazione on page, che riguarda l’insieme di pratiche e tecniche da implementare sul proprio sito web affinché sia facilmente scansionabile dai motori di ricerca, e risulti “posizionabile” nei primi risultati per determinate parole chiave e dell'ottimizzazione off page, che consiste nella creazione di segnali esterni al sito web, rilevanti agli occhi del motore di ricerca, come ad esempio i link che puntano verso il sito.
Il Sem Specialist è colui che si occupa di creare le campagne di Search engine marketing; il suo ruolo è studiare gli obiettivi di mercato del cliente e impostare, creare e monitorare le campagne sui motori di ricerca.

## Riconoscere una web agency affidabile
Fare la scelta di affidarsi ad una web agency è un passo molto importante per la propria attività online. Proprio per questo non sempre è facile scegliere la soluzione giusta.
Ecco alcuni passi importanti per aiutarti nella scelta:
Una web agency affidabile, dovrebbe offrire svariati servizi ed opportunità.
1. Chiamata conoscitiva: si tratta di un primo contatto, di solito gratuito, per capire le esigenze del cliente
2. Progetti con budget personalizzabili: è molto importante che una buona web agency riesca a far fronte alle esigenze del cliente, anche economiche
3. Professionalità ed esperienza: un aspetto fondamentale, solitamente è possibile visionare il portfolio dei clienti/lavori svolti in passato
4. Rete sociale e contatti: avere delle collaborazioni o dei contatti di rilievo potrebbe essere sicuramente un punto a favore.

## La creazione di siti web
Tra gli svariati servizi offerti dalle web agency, sicuramente sul podio abbiamo la creazione del sito web. Una buona percentuale di clienti si rivolge alle web agency proprio per la realizzazione di un sito web funzionale. Anche qui ci sono alcune note importanti utili a riconoscere l'affidabilità e professionalità della web agency.
Un sito web di qualità dovrebbe rispecchiare i seguenti principi:
1. Web Design: Avere un design funzionale con un'interfaccia utente (UI) studiata nei dettagli.
2. User Experience: Offrire un'esperienza utente (UX) adeguata agli standard odierni.
3. SEO-Friendly: soprattutto al giorno d'oggi i migliori siti web devono essere ottimizzati per i motori di ricerca.
4. Velocità: sempre più frequentemente Google afferma che la velocità del proprio sito web è uno tra i fattori da non sottovalutare.